# Прю, Август
Август Арт Прю (англ. Augustus Art Prew; род. 17 сентября 1987) — британский киноактёр.

## Биография
Прю родился в пригороде города Лондон — Хаммерсмите, где окончил Latymer Upper School.
Родителями Августа были дизайнер одежды Венди Догворти и Джонатан Прю. Старший брат актёра Сомерсета Сидни Прю (родился в августе 1990 года).

## Карьера
С 2001 года Прю снялся в пяти кинофильмах и восьми телевизионных постановках.
Дебютом для актёра стала роль Дрю Джиссапа в эпизоде сериала Вместе каждый день (2001-02). В 2002 году Августин снялся в киноленте «Мой мальчик», исполняя роль Али. В дальнейшем Прю снялся в фильме «Двойная жизнь Чарли Сан-Клауда». В 2011 году актёр принял участие в съёмках телесериала Борджиа, где сыграл неаполитанского принца Альфонсо II.

## Личная жизнь
Прю открытый гей. 8 января 2017 года он объявил о помолвке с актёром Джеффри Селфом.

## Фильмография
| Год  | На русском                                         | Роль                      |
| 2001 | Вместе каждый день (2001—2002)                     | Дрю Джиссап               |
| 2002 | Мой мальчик                                        | Али                       |
| 2003 | Чисто английское убийство (телесериал) (1984—2010) | Джимми Хес                |
| 2003 | MI-5 (с 2002)                                      | Питер Эллис / Ноа Глиисон |
| 2005 | Marigold                                           | Джэк Мур                  |
| 2007 | The Time of Your Life (2007)                       | Дэкстер                   |
| 2008 | Little Rikke                                       | Карл (озвучивание)        |
| 2008 | Тайна Мунакра                                      | Робин Де Нуар             |
| 2008 | Silent Witness (с 1996)                            | Биньомин Маровски         |
| 2010 | Двойная жизнь Чарли Сан-Клауда                     | Элистар Вуллен            |
| 2010 | Hated                                              | Джоуи                     |
| 2010 | The Kid                                            | Юный Кевин Льюис          |
| 2011 | Борджиа                                            | Альфонсо II               |
| 2011 | Софи                                               | Блэйк                     |
| 2012 | Animals                                            | Икари                     |
| 2013 | Copperhead                                         | Ни                        |
| 2015 | Высотка                                            | Монро                     |
| 2016 | Настоящий гений                                    | Джеймс Белл               |
| 2017 | Побег: Продолжение                                 | Дэвид Мартин / «Кнут»     |
| 2022 | Властелин колец: Кольца власти                     | Медор                     |